# Tribalism (album)
Tribalism – drugi album kompilacyjny brytyjskiego zespołu Enter Shikari, wydany 22 lutego 2010 roku. Zawiera dwa nowe utwory oraz utwory strony B, remiksy i utwory koncertowe nagrane w latach 2007-2009. Wydano jedynie 1000 egzemplarzy albumu.

## Lista utworów
1. "Tribalism" - 5:05
2. "Thumper" - 3:44
3. "All Eyes on the Saint" - 5:51
4. "We Can Breathe in Space" - 4:03
5. "Insomnia" (na żywo w Brixton '07) - 4:32 (cover Faithless)
6. "Juggernauts" (Nero Remix) - 5:01
7. "No Sleep Tonight" (The Qemists Remix) - 5:58
8. "Wall" (High Contrast Remix) - 4:32
9. "No Sleep Tonight" (Mistabishi Remix) - 4:16
10. "Juggernauts" (Blue Bear's True Tiger Remix) - 4:55
11. "No Sleep Tonight" (Rout Remix) - 4:11
12. "No Sleep Tonight" (LightsGoBlue Remix) - 4:37
13. "Havoc A" (na żywo '09) - 1:47
14. "Labyrinth" (na żywo '09) - 3:24
15. "Hectic" (na żywo '09) - 4:01